# Charley Toorop
Pour les articles homonymes, voir Toorop.
Annie Caroline Pontifex Fernhout-Toorop, plus connue sous le nom de Charley Toorop, née le 24 mars 1891 à Katwijk et morte le 5 novembre 1955 à Bergen, est une peintre néerlandaise.

## Biographie
Charley Toorop naît le 24 mars 1891 à Katwijk. Son père Jan Toorop est un peintre symboliste célèbre et cela l'influence fortement. Elle décide très jeune de devenir artiste et en 1909, elle peint ses premières toiles dans un style luministe, inspirée par la théosophie.
Elle est en relation avec Piet Mondrian, Jacoba van Heemskerck et Jan Sluijters. Elle passe alors d'un style à l'autre : fauvisme, cubisme puis expressionnisme. Durant ces années 1910-1920, elle déménage souvent : Bergen (1912), en Zélande (1912), Laren (1915), Utrecht (1916-1917), Amsterdam (1917). Elle voyage aussi souvent à Paris où elle est en relation avec Piet Mondrian qui est un ami d'enfance.
En 1912 naît son premier fils Edgar Fernhout qui sera également peintre et en 1913, arrive son second fils John Fernhout qui deviendra cinéaste. Elle se joint au groupe d’artistes nommé Het Signaal (Le Signal) en 1916.

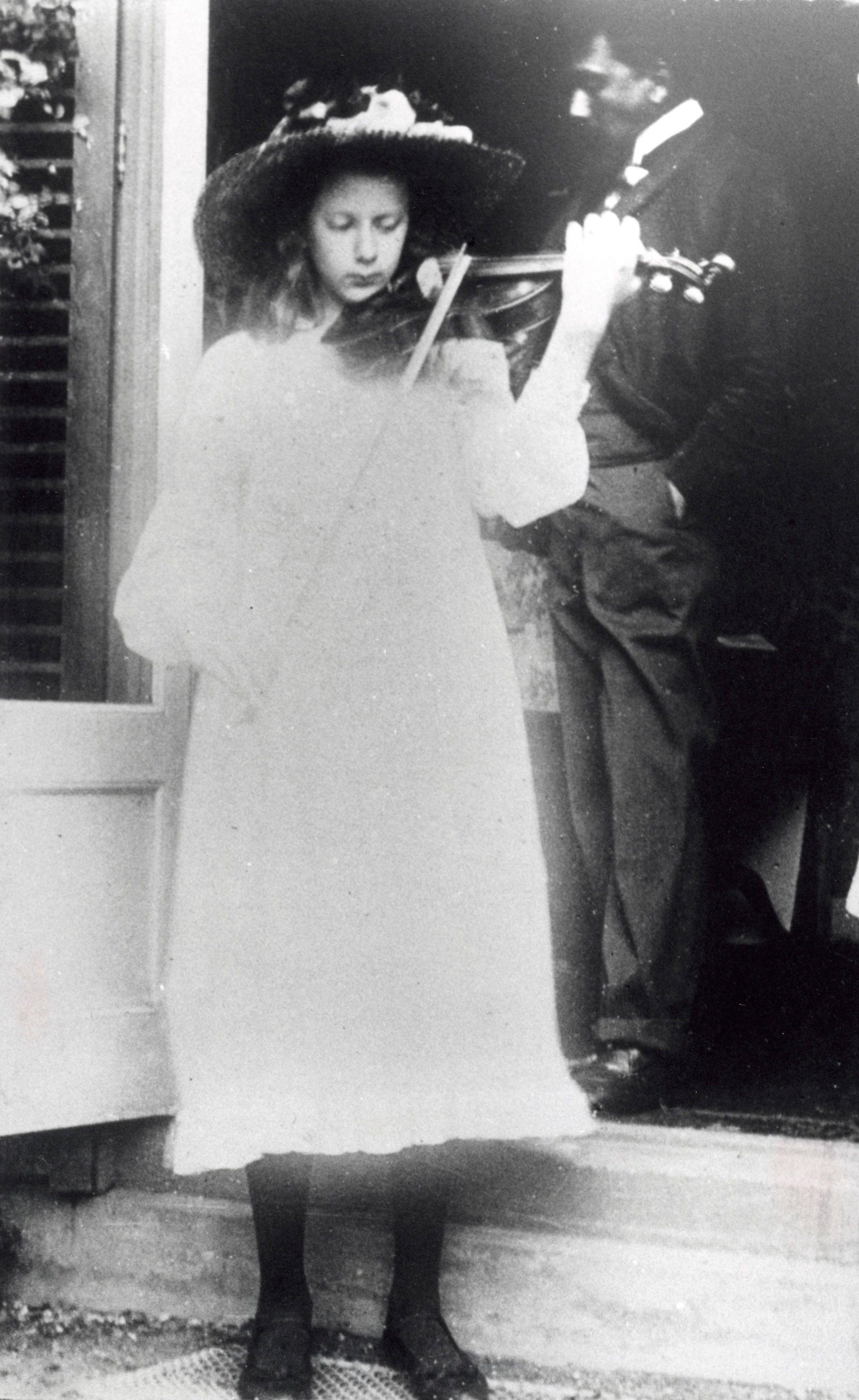
Charley Toorop en 1903.
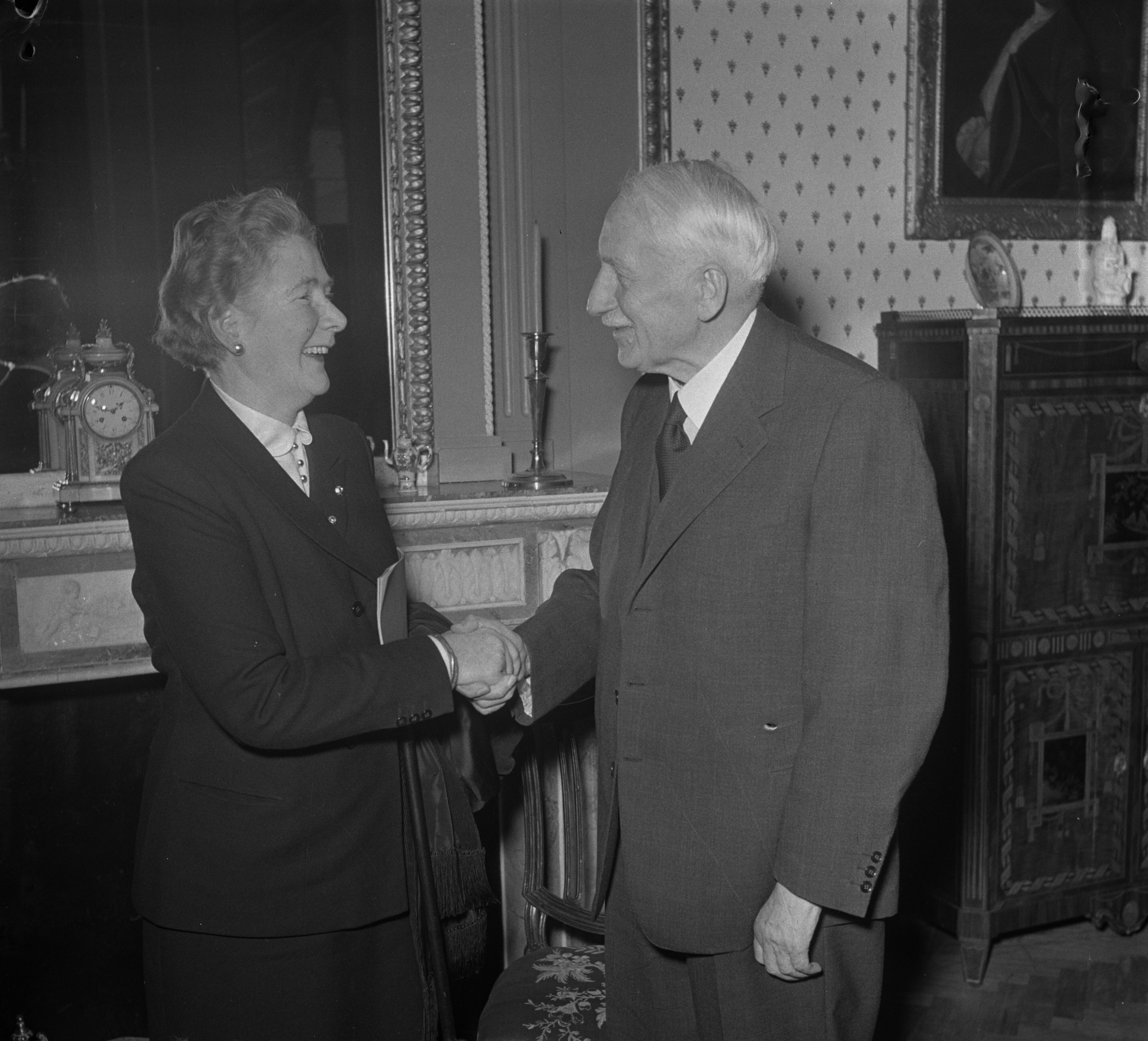
Charley Toorop et Maurits Uyldert en 1952.

En 1922, elle revient à Bergen où elle fait construire, en collaboration avec l'architecte Piet Kramer, une maison qui lui sert aussi d'atelier. Elle adopte le style pictural du réalisme social mais cela ne l'empêche pas de réaliser des dessins dans le style de Vincent Van Gogh. En 1924-1925, elle peint une série de portraits de malades psychiatriques. En 1926, elle retourne à Amsterdam où elle reste jusqu'en 1930. Elle réalise des séries sur la vie nocturne et sur le cirque. Elle participe aussi à la création de la filmliga et organise plusieurs expositions au Stedelijk Museum en collaboration avec l'architecte J.P.P. Oude. De 193 à 1931, elle s'installe à Paris avant de revenir en 1932 à Bergen dans sa demeure qui a été retravaillée par l'architecte Gerrit Rietveld, membre du mouvement De Stijl.
À partir des années 1930, elle effectue des portraits de groupes, des autoportraits, des portraits des membres de sa famille. Pour varier, elle réalise des natures mortes et peint plusieurs années de suite un arbre en floraison puis portant ses fruits. Lorsque les Pays-Bas sont occupés par les armées nazies, elle se tient à l'écart de la scène artistique et n'y revient qu'en 1945.
Victime d'une attaque d'apoplexie, elle continue cependant à peindre. Elle meurt le 5 novembre 1955 à Bergen.

## Analyse
Une partie importante de l'œuvre de Charley Toorop est constituée de portraits. Ceux-ci sont raides, impassibles et cette dureté dans le trait est accentué par un choix de palette limitée à des gris, bruns, blancs et chair. Cela laisse présumer une influence de la nouvelle objectivité allemande et des travaux photographiques d'August Sander